# Ellinor
Ellinor eller Elinor är en svensk form av det franska namnet Eleonor som antas ha grekiskt ursprung och betyder barmhärtighet eller fackla. Det äldsta belägget i Sverige är från år 1858.
Namnet hade en viss popularitetstopp under 1970- och 1980-talet men har sedan gradvis avtagit i användning.[källa behövs]
Den 31 december 2014 fanns det totalt 16 077 kvinnor folkbokförda i Sverige med namnet Ellinor eller Elinor, varav 7 057 bar det som tilltalsnamn.
Ellinor är en ofta återkommande person i Evert Taubes visor, kanske beroende på att hans egen dotter heter just Ellinor. Bland de titlar som kan nämnas är Ellinor dansar, Ellinors vals och Karl-Alfred och Ellinor.
Namnsdag i Sverige: 11 juli (sedan 1986). I den finlandssvenska namnsdagslängden har Ellinor namnsdag 11 juli sedan 1995.

## Varianter
- Elinor (hebreiska, engelska)
- Elenor (bland annat svenska)
- Elinore
- Ellinore
- Elionor
- Eleanor (engelska)
- Eleanore (engelska)
- Eleonora (svenska, polska, grekiska, italienska)
- Eleonóra (ungerska, slovakiska)
- Eleonor
- Eleonore (tyska)
- Leonor (spanska, portugisiska)
- Leonore
- Elenore (svenska)
- Ellienor
- Ellienore
- Ellinor (svenska)
- Ellionore (tyska)
- Ellenor

## Kortformer
- Ellie
- Elin
- Ellika
- Elle
- Nora
- Ella
- Ellen
- Elli
- Lore (namn)

## Personer med namnet Ellinor

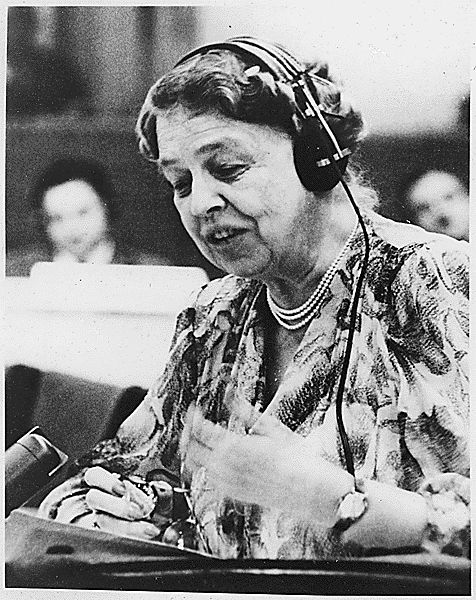
Eleanor Roosevelt

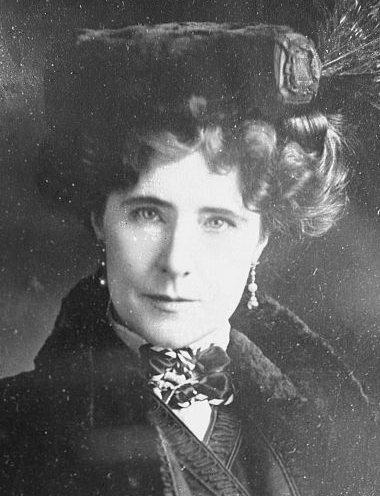
Elinor Glyn

- Eléonore av Belgien, belgisk prinsessa
- Eleanor Audley, amerikansk skådespelerska
- Eleanor Boardman, amerikansk skådespelerska
- Eleanor Bodel, svensk sångerska
- Eleanor Brandon, engelsk adelsdam, dotter till Maria Tudor (drottning av Frankrike)
- Eleanor Catton, nyzeeländsk författare
- Eleanor Coppola, amerikansk dokumentärfilmare och konstnär
- Eleanor Doorly, brittisk författare
- Ellinor Eriksson, svensk politiker (s)
- Eleanor Farjeon, brittisk författare
- Ellinor Franzén, svensk sångerska
- Elinor Glyn, brittisk författare
- Elinor Hammarskjöld, svensk ambassadör i Israel
- Eleanor F. Helin, amerikansk astronom
- Eleanor Hibbert, brittisk författare
- Elinor Holgersson, svensk friidrottare
- Eleanor Marx Aveling, tysk-engelsk socialist, dotter till Karl Marx
- Eleanor de Montfort, prinsessa av Wales
- Elinor Ostrom, amerikansk professor i statsvetenskap, mottagare av Sveriges Riksbanks pris i ekonomisk vetenskap till Alfred Nobels minne
- Eleanor Parker, amerikansk skådespelerska
- Ellinor Persson, svensk programledare
- Eleanor Powell, amerikansk skådespelerska
- Eleanor Roosevelt, amerikansk FN-delegat, hustru till den amerikanske presidenten Franklin D. Roosevelt
- Ellinor Rosenquist, svensk friidrottare
- Ellinor Scheffer, svensk politiker (mp)
- Elinor Sisulu, zimbabwisk författare
- Ellinor Stuhrmann, svensk friidrottare
- Ellinor Taube, svensk konstnär, dotter till Evert Taube
- Ellinor Widh, svensk friidrottare